# Martijn Tusveld
Martijn Tusveld (født 9. september 1993 i Utrecht) er en cykelrytter fra Holland, der kører for BEAT Cycling Club.